# SEAT Mii
SEAT Mii – samochód osobowy klasy aut najmniejszych produkowany przez hiszpańską markę SEAT w latach 2011 - 2019.

## Historia i opis modelu

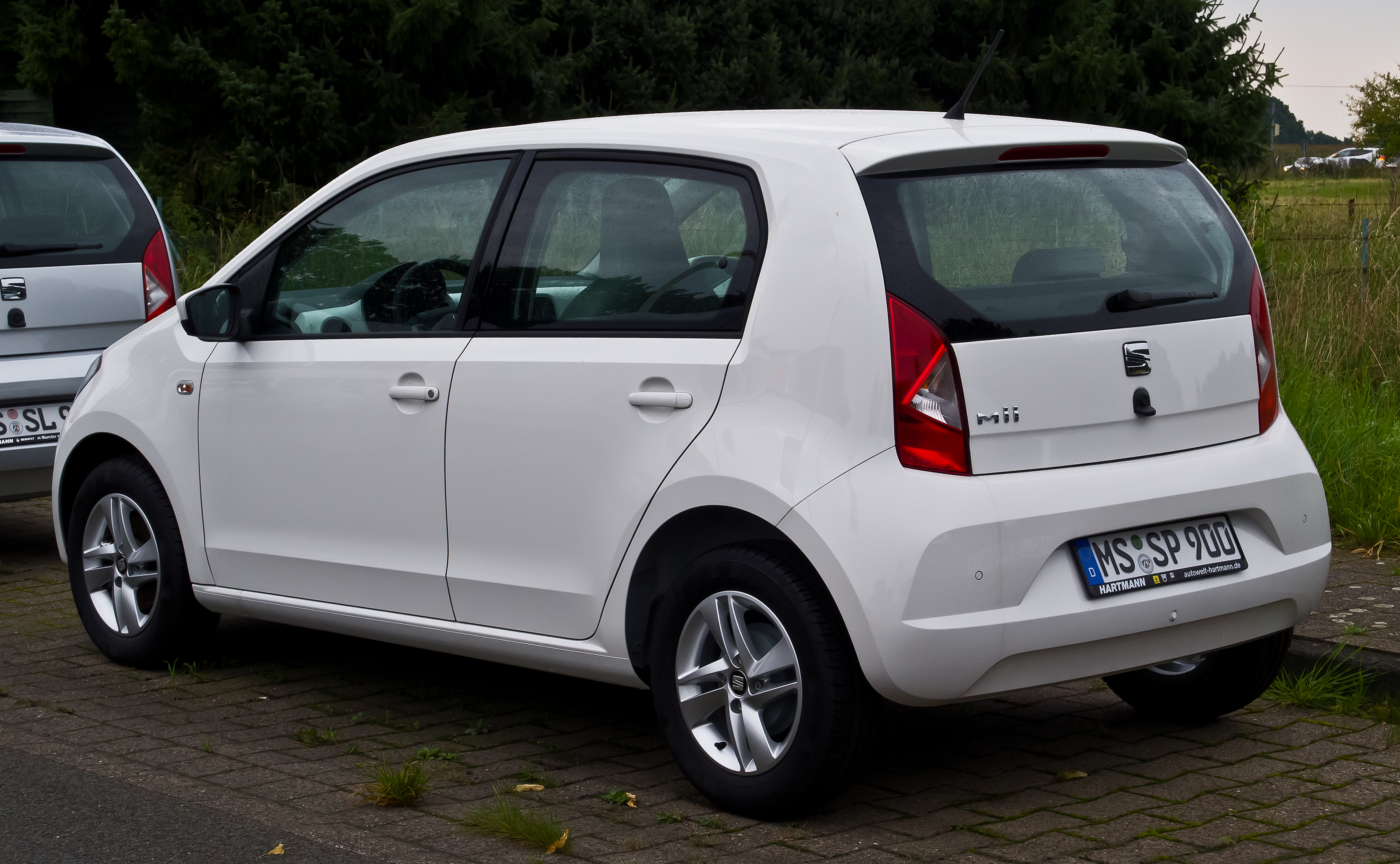
SEAT Mii – tył

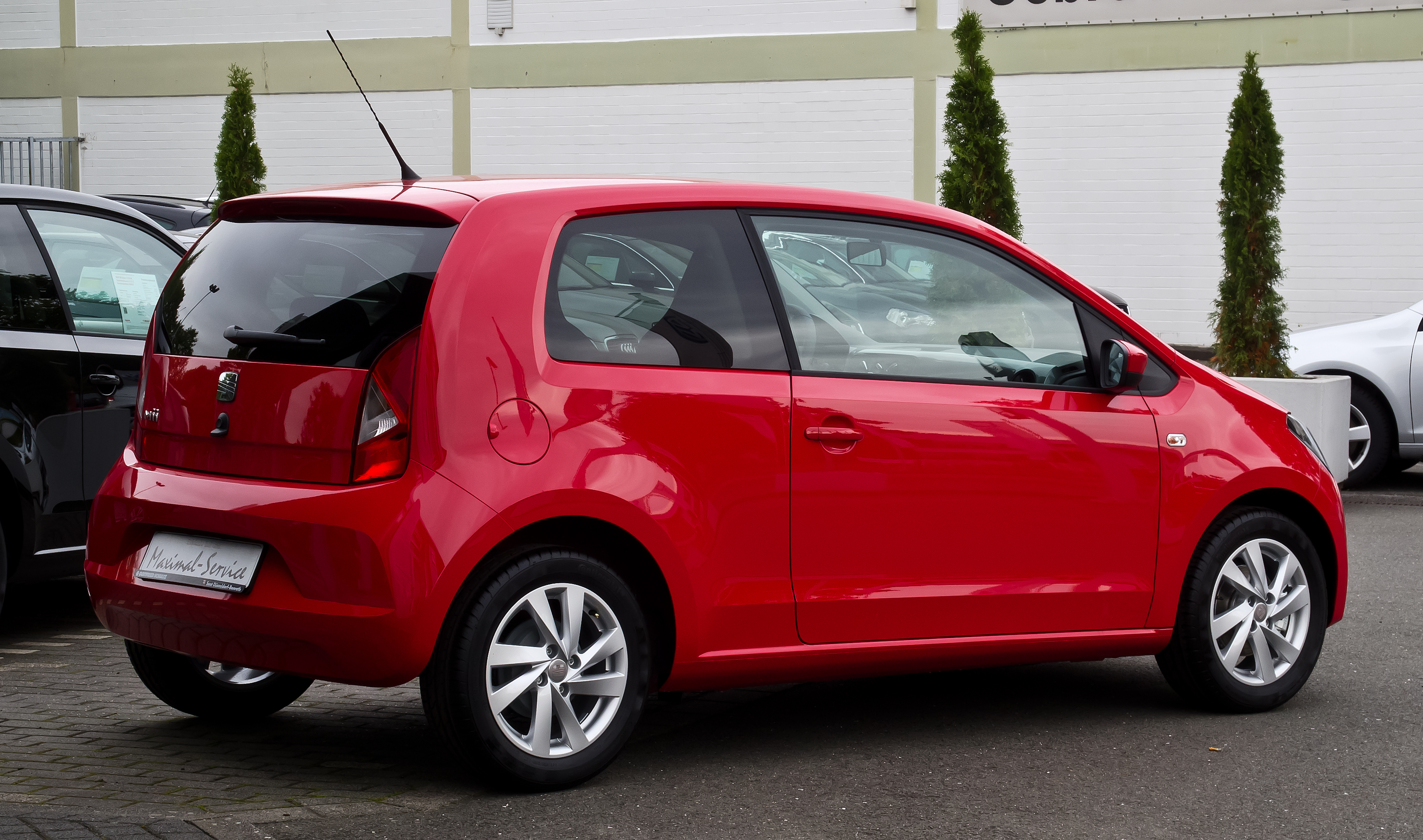
SEAT Mii – tył wersji trzydrzwiowej

Miejski model Mii został zaprezentowany po raz pierwszy jesienią 2011 roku.
Samochód miał światową premierę wraz ze swoimi bliźniaczymi modelami (Volkswagen up! oraz Škoda Citigo) podczas targów motoryzacyjnych w Genewie w 2012 roku. Auta produkowane są na jednej linii produkcyjnej w słowackiej Bratysławie. Auto jest pierwszym małym modelem marki od czasu zakończenia w 2005 roku produkcji modelu Arosa. 
W stosunku do swoich bliźniaczych modeli, pojazd charakteryzuje się innym przodem. Zastosowane zostały inne reflektory, atrapa chłodnicy oraz maska.
Pojazd zakończono produkować w 2019 jednocześnie przedstawiając jego następcę: SEAT Mii Electric. 

### Wyposażenie[3]
- Reference
- Style
- Chic
- FR-Line
- Sport
- Connect
- Mii by Mango[4]
- Mii Cosmopolitan Loves Limited Edition
- Mii Vibora Negra Special Edition
- Mii ColorShow

Standardowe wyposażenie pojazdu obejmuje m.in. system ABS i ESP oraz przednie i boczne poduszki powietrzne. Pojazd doposażyć można m.in. w klimatyzację, system nawigacji satelitarnej, podgrzewanie oraz elektryczne sterowanie lusterek, podgrzewane przednie fotele, elektryczne sterowanie szyb oraz elektryczne sterowane okno dachowe.

### Silniki
| 1.0 MPI | 999 | R3 | 60 (44)/5000 | 95/3000-4300 | 14,4 | 161 |
| 1.0 MPI | 999 | R3 | 75 (55)/6200 | 95/3000-4300 | 13,2 | 171 |